# Тычин (гмина)
Тычин (пол. Tyczyn) — городско-сельская гмина (волость) в Польше, входит как административная единица в Жешувский повет, Подкарпатское воеводство. Население — 11 158 человек (на 2011 год).

## Сельские округа
1. Бяла
2. Борек-Стары
3. Будзивуй
4. Херманова
5. Кельнарова
6. Матысувка